# Comuna Solone, Zalișciîkî
Solone (în ucraineană Солоне) este o comună în raionul Zalișciîkî, regiunea Ternopil, Ucraina, formată din satele Rojanivka și Solone (reședința).

## Demografie
Componența lingvistică a comunei Solone
     Ucraineană (99,78%)
     Alte limbi (0,22%)
Conform recensământului din 2001, majoritatea populației comunei Solone era vorbitoare de ucraineană (99,78%), existând în minoritate și vorbitori de alte limbi.